# Conrad Arnold (Politiker)
Johann Conrad Arnold (* 2. August 1774 in Rennertehausen; † 11. August 1840 in Battenfeld) war ein liberaler hessischer Politiker und ehemaliger Abgeordneter der 2. Kammer der Landstände des Großherzogtums Hessen.

## Familie
Conrad Arnold war der Sohn des Ökonomen Johannes Arnold und seiner Frau Helena. Er war evangelischen Glaubens und heiratete 1793 in Battenfeld Anna Catharina Elisabeth geborene Groß, die Tochter des Schmiedemeisters Johannes Groß. Conrad war beruflich Kaufmann und Gastwirt in Battenfeld.
Christoph Arnold war von 1832 bis 1834 Mitglied der Landstände des Großherzogtums Hessen. Er wurde jeweils im Wahlbezirk Oberhessen 1/Battenberg gewählt. Bis 1837 war er Bürgermeister in Battenfeld.